# Carola van Wasa
Carola Frederika Francisca Stefanie Amalia Cecilia (Schloss Schönbrunn, 5 augustus 1833 — Dresden, 15 december 1907) was prinses van Wasa-Holstein-Gottorp en de laatste koningin van Saksen. Ze was de dochter van prins Gustaaf en prinses Louise van Baden en dus een kleindochter van koning Gustaaf IV Adolf van Zweden.
Carola kwam niet, zoals haar naam suggereert, uit de Wasa-dynastie. Ze had het achtervoegsel te danken aan haar vader, die als lid van de afgezette Zweedse dynastie Holstein-Gottorp zich niet langer "Prins van Zweden" mocht noemen. In plaats daarvan gaf hij zichzelf de achternaam Wasa en - om verder zijn claim op de troon op te eisen - Holstein-Gottorp, vandaar Wasa-Holstein-Gottorp. Carola ontving daarom deze achternaam.
In 1852 bekeerde Carola zich tot het katholicisme. Op 18 juni 1853 huwde zij te Dresden met kroonprins Albert van Saksen (1828-1902), die in 1873 koning van Saksen werd. Hun huwelijk bleef kinderloos.

## Dood en begrafenis
De koningin-weduwe leed al geruime tijd aan diabetes, wat later resulteerde in blaasontsteking en nierbekkeninfectie. Een paar dagen voor haar dood kreeg Carola koude rillingen en hoge koorts, gepaard gaande met tijdelijke slaperigheid die eindigde in apathie. De behandelend arts diagnosticeerde een levensbedreigende functionele beperking van de urinewegen, die tot ernstige uremie had geleid. Carola stierf op 74-jarige leeftijd op 15 december 1907 om ongeveer half vier 's ochtends in haar villa in aanwezigheid van de koninklijke familie. Carola werd, naast het graf van haar man, bijgezet in de Katholische Hofkirche te Dresden.